# Trichopsetta melasma
Trichopsetta melasma är en fiskart som beskrevs av Anderson och Gutherz, 1967. Trichopsetta melasma ingår i släktet Trichopsetta och familjen tungevarsfiskar. Inga underarter finns listade i Catalogue of Life.